# ГЕС Кастійон
ГЕС Кастійон (фр. Castillon) – гідроелектростанція на південному сході Франції. Знаходячись вище за ГЕС Chaudanne, становить верхній ступінь в каскаді ГЕС на річці Вердон (ліва притока Дюрансу, який в свою чергу є лівою притокою Рони).
Вердон, який у верхів'ях дренує суміжні райони Котських Альп та Прованських Передальп, незадовго до водосховища Кастійон повністю переходить у межі останніх, розділяючи масиви Prealpes de Digne на заході та Prealpes de Castellane на сході. Для накопичення ресурсу на ньому звели бетонну аркову греблю висотою 101 метр, довжиною 200 метрів та товщиною від 4 до 17 метрів, на спорудження якої знадобилось 125 тис м3 матеріалу. Вона утримує водосховище із площею поверхні 5 км2 та об'ємом 149 млн м3.
Машинний зал станції обладнано чотирма турбінами типу Френсіс загальною потужністю 51 МВт. При напорі у 90 метрів вони забезпечують річну виробітку на рівні 77 млн кВт-год.
Управління роботою станції здійснюється із диспетчерського центру на ГЕС Сент-Тюль.